# 黄龙府
黄龙府，辽朝时设置的府。
天显元年（926年）正月，契丹政权占领渤海国扶余府，同年三月，契丹攻克渤海国王城龙泉府龙州忽汗城，迁龙州州治于夫余府，同时废除扶、仙二州。同年九月，“以夫余城时有黄龙显现”，扶余府更名为黄龙府。保宁七年（975年），因渤海人燕颇叛黄龙府旋废，辽朝败燕颇于治河，以黄龙府叛人燕颇余党千余户就近安置，徙置龙州，约今吉林省四平市，一说为今四平市一面城。统和十七年（999年），兀惹国国王乌昭度降，献渤海琰王府燕颇余党千余户，安置于龙州。开泰九年（1020年），龙州改为通州，于其东北复置黄龙府，统黄龙县、迁民县、永平县三县，益州、安远州、威州、清州、雍州五州。其辖境约今吉林省长春市市区、农安县和德惠市一带。金朝天眷三年（1140年），黄龙府改置为济州。
成語「直搗黃龍」中的「黃龍」指的就是黄龙府。

## 历任知黄龙府事
- 大康乂（1020年—1022年）
- 黄翩（1025年—1029年）
- 耶律欧里斯（1044年—1046年）
- 耶律仙童（1056年—1058年）
- 耶律阿里只（1060年—1061年）
- 萧图古辞（1065年—1067年）
- 蒲延（1069年—1072年）
- 萧图古辞（1080年—1082年）
- 耶律特麼（1098年—1099年）
- 萧兀纳（1111年—1113年）
- 耶律宁（1114年）